# Граница (дем Аграфа)
Вижте пояснителната страница за други значения на Граница.
Гранѝца (на гръцки: Γρανίτσα) е планинско селце, разположено на 850 метра надморска височина, Централна Гърция, дем Аграфа. Населението му е предимно армънско и наброява 371 жители (по данни от 2017 г.). До 2011 година Граница е главно селище на дем Аперантия.
Селото е разположено на скат на планината Лиакура, южен Пинд, до река Границиотис. От него се разкрива прекрасна гледка към долината на реката и планината. Селото е запазило стария си вид и отстои на 82 километра северозападно от Карпениси.

## Стопанство и архитектура
Граница е селскостопански регион в който се отглеждат различни земеделски култури, включително плодове (дини, пъпеши, смокини и зеленчуци. Основно се отглеждат царевица, домати, картофи, лук и краставици, както и млечни продукти от добитък, маслини и др. По-голямата част от населението работи в предприятия на хранително-вкусовата промишленост свързани със селското стопанство.
Каменните границки къщи са градени до 1950 г. Съвременните огромни къщи в селото датират от 80-те години на 20 век, но повечето от къщите са изоставени и запустяли днес.

## История
След Втората световна война в последвалата я гражданска война в Гърция, голяма част от населението на Граница взема страната на левите сили и след свършека ѝ се изселва по големите градове в Гърция. Населението на Граница намалява и между 1981 – 1991 г., но последното преброяване сочи, че между 1991 и 2001 г. броят му се е удвоил.

## Забележителности
В Граница е имало седемнадесет църкви, повечето от които са били унищожени по време на османското владичество.
В Граница има етнографски музей, който притежава богата колекция от предмети на народното творчество и занаятите. В музея се съхраняват портрети и лични вещи на Захариас Папантониу и Стефанос Границас, както и картини на местните художници Христос Кагарас и Лефтерис Теодору, включително и личната библиотека на Захариас Папантониу.
Други забележителности на селото са останалите девет старинни църкви. Те са построени през различни периоди от време.

## Личности
Родени в Граница
- Стефанос Границас
- Демостенис Голас
- Михаил Стафайлас
- Маркос Гьолиас
- Михаил Солунски, мъченик убит в 1544 г.